# Søre-Bleika
Ne doit pas être confondu avec Bleika.
Søre-Bleika est une île norvégienne du comté de Hordaland appartenant administrativement à Austevoll.

## Description
Rocheuse et désertique, elle s'étend sur environ 113 m de longueur pour une largeur approximative de 71 m.